# Vukašin Poleksić
Vukašin Poleksić (ur. 30 sierpnia 1982 w Nikšiciu) – czarnogórski piłkarz występujący na pozycji bramkarza.

## Kariera klubowa
Vukašin Poleksić zawodową karierę rozpoczynał w 2000 roku w zespole Sutjeska Nikšić, gdzie od razu wywalczył sobie miejsce w podstawowej jedenastce. Przez dwa sezony Poleksić rozegrał dla niego 57 ligowych pojedynków, po czym został wypożyczony do US Lecce. Następnie działacze włoskiej drużyny zdecydowali się na transfer definitywny tego zawodnika, jednak przez dwa sezony Poleksić wziął udział tylko w ośmiu spotkaniach Serie B.
Latem 2004 roku czarnogórski bramkarz odszedł do Sutjeska Nikšić, a po zakończeniu ligowych rozgrywek przeniósł się do węgierskiego FC Tatabánya. W sezonie 2005/2006 wystąpił w czternastu meczach, a następnie wywalczył już sobie miejsce w wyjściowym składzie na stałe. W trakcie rozgrywek 2007/2008 Poleksić przeszedł do klubu Debreceni VSC, z którym wywalczył tytuł wicemistrza Węgier. W podstawowej jedenastce ekipy „Loki” Czarnogórzec zastąpił Jánosa Balogha, który latem 2008 roku odszedł do szkockiego Heart of Midlothian. W sezonie 2008/2009 Poleksić zdobył mistrzostwo kraju, a sam w ligowych rozgrywkach strzelił 1 gola. Następnie grał w takich klubach jak: Kecskeméti TE, Pécsi MFC, Sutjeska Nikšić. W 2016 trafił do Békéscsaba 1912, z którego wypożyczono go do Vasasu.

## Kariera reprezentacyjna
8 maja 2002 roku w meczu przeciwko Ekwadorowi Poleksić zadebiutował w reprezentacji Jugosławii i jak się później okazało był to jego jedyny występ w tej drużynie. 24 marca 2008 roku w wygranym 2:1 towarzyskim spotkaniu z Węgrami zadebiutował natomiast w reprezentacji Czarnogóry i od tego czasu stał się jej pierwszym bramkarzem.